# Quixabeira
Quixabeira is een gemeente in de Braziliaanse deelstaat Bahia. De gemeente telt 9.631 inwoners (schatting 2009).

## Aangrenzende gemeenten
De gemeente grenst aan Capim Grosso, Jacobina, São José do Jacuípe, Serrolândia en Várzea da Roça.